# Comitato di salute pubblica

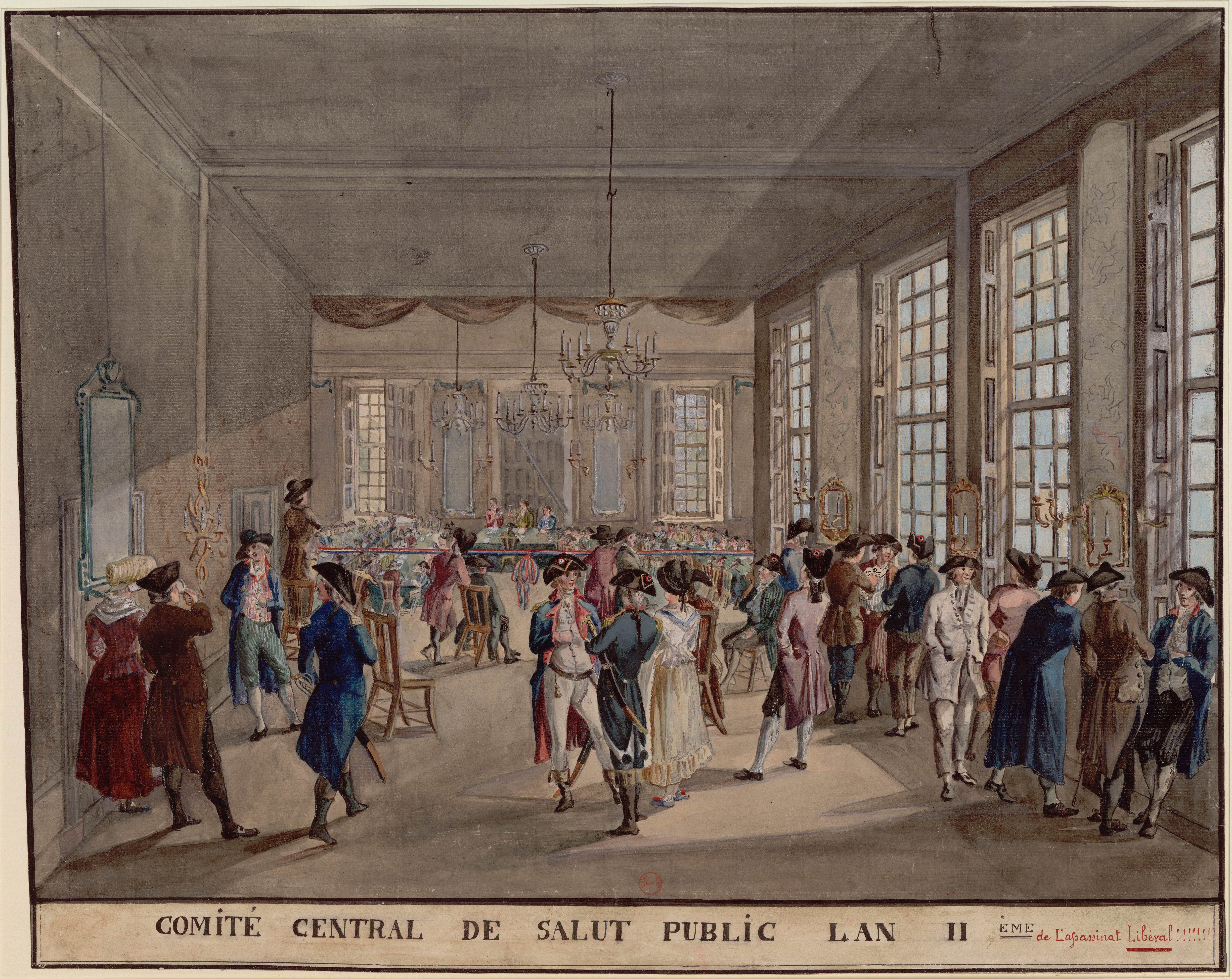
Acquerello che raffigura i membri del Comitato di salute pubblica durante l'anno II.

Il Comitato di salute pubblica (in francese Comité de salut public) fu un organo governativo composto dai maggiori rivoluzionari francesi e creato dalla Convenzione nazionale il 17 germinale dell'anno I (6 aprile 1793). Fu costituito a seguito delle sconfitte militari, del tradimento di Dumouriez e della rivolta vandeana, per sostituire il Consiglio Esecutivo Provvisorio, fondato dopo l'insurrezione del 10 agosto 1792, che riuniva i sei maggiori ministeri di governo.
Nato per proteggere la neonata repubblica rivoluzionaria dalle invasioni straniere e dalle ribellioni intestine, fu formato all'inizio da 9 membri, poi raddoppiati, tutti nominati dalla Convenzione nazionale, ottenne un ampio potere di supervisione in ambito militare, giudiziario e legislativo, condiviso con il Comitato di sicurezza generale e il Tribunale rivoluzionario. Come corpo amministrativo, controllava dodici commissioni esecutive minori.
Fu riformato nel luglio 1793, poco dopo la sconfitta dei girondini alla Convenzione, a cui seguì l'entrata dei giacobini Robespierre, Saint-Just e Couthon, e il 4 dicembre la Convenzione delegò il potere esecutivo al cosiddetto Grande Comitato. Svuotato delle sue prerogative dopo il colpo di Stato del 9 termidoro anno II, il Comitato di salute pubblica fu infine soppresso il 26 ottobre 1795.

## I precedenti
La Dichiarazione dei diritti dell'uomo e del cittadino, approvata nel 1789, aveva stabilito all'articolo 3 che la sovranità apparteneva alla Nazione, senza precisare chi rappresentasse tale sovranità in nome della Nazione. In tal modo, vi era chi riteneva che si dovesse concedere al re la rappresentanza della Nazione, chi all'assemblea di un numero determinato di elettori scelti in base al censo, e chi, come i « patrioti », all'intero popolo. La stessa Dichiarazione, all'articolo 16, aveva affermato la necessità della « separazione dei poteri », senza peraltro precisare il numero e la natura di tali poteri, e la loro relazione con la sovranità nazionale.
L'Assemblea costituente non sciolse l'ambiguità della divisione dei poteri. Il re, capo delle forze armate e titolare del potere esecutivo, sceglieva i ministri, poteva porre il veto per quattro anni alle leggi approvate dall'Assemblea e con questa divideva il diritto di dichiarare la guerra e concludere la pace. Sei soli ministeri erano ammessi - Contribuzioni pubbliche, Esteri, Giustizia, Guerra, Interni e Marina - tenuti a dar conto del loro operato all'Assemblea, ma senza essere politicamente responsabili di fronte ad essa e dunque senza poter essere sfiduciati dall'Assemblea, la quale istituiva propri comitati composti di deputati che svolgevano compiti propri dell'esecutivo e concedeva ampi poteri amministrativi alle assemblee regionali.
Dall'episodio della fuga del re a Varennes l'Assemblea nazionale si preoccupò di aumentare il suo controllo sui ministri. Con lo stato di guerra e la crisi delle sussistenze, il 6 marzo 1792 l'Assemblea creò la Commissione dei Dodici, i cui membri erano deputati scelti dai suoi comitati. La Commissione, allargata il 18 giugno a 21 membri ed a 25 il 12 agosto, si comportò come un vero governo. All'arresto e decadenza di Luigi XVI, l'Assemblea nazionale revocò i ministri del re e nominò essa stessa un Consiglio esecutivo provvisorio dei ministri formato da Roland agli Interni, Danton alla Giustizia, Clavière ai Contributi, Lebrun agli Esteri, Monge alla Marina e Servan alla Guerra, e in settembre sciolse la Commissione dei 25, ormai svuotata di poteri.
La nuova Convenzione, ancora a maggioranza girondina, confermò il Consiglio esecutivo i cui poteri vennero però contestati dai giacobini, secondo i quali esso doveva semplicemente essere al servizio della Convenzione. Anche le amministrazioni locali subordinavano le sue prerogative a quelle della Convenzione e tra gli stessi ministri si manifestarono conflitti che portarono alle dimissioni di Danton e di Servan, sostituito il 3 ottobre 1792 da Pache.
I timori provocati dalla guerra e la convinzione che il ministero competente non fosse all'altezza del compito, indussero la Convenzione a creare il 1º gennaio 1793, su proposta del girondino Kersaint, un Comitato di difesa generale, formato da 24 deputati scelti dai comitati della Convenzione. Anche in questo caso, le sue competenze potevano confliggere e sovrapporsi a quelle del Comitato esecutivo e dei comitati della Convenzione, tanto che dall'11 gennaio a tre membri del Comitato di difesa generale fu assegnato l'incarico di discutere giornalmente con i ministri e con gli altri comitati della Convenzione il coordinamento delle rispettive iniziative.
Fu però la sola Convenzione ad approvare gli investimenti per la costruzione di nuovi navi, a portare gli effettivi dell'esercito a 500.000 soldati, a istituire il 9 marzo il Tribunale rivoluzionario e una tassa straordinaria sui redditi più elevati, ed a mandare nelle province propri rappresentanti per sollecitare la leva militare. Scavalcato, lo stesso Comitato di difesa generale propose il 18 marzo la creazione di un nuovo Comitato, con lo scopo di « estinguere tutti i focolai di discordia », e il 25 marzo fu istituita una Commissione di salute pubblica.
La commissione fu composta da 25 esponenti dei vari partiti, con una forte rappresentanza di girondini. Tra i suoi membri figuravano Barbaroux, Barère, Buzot, Condorcet, Danton, Pétion, Robespierre e Vergniaud. I loro compiti consistevano nella difesa generale, sia interna che esterna, della Repubblica, tenendosi in contatto con il Comitato esecutivo e riferendo i risultati di ogni loro riunione. Il conflitto in atto tra girondini e montagnardi, la lentezza delle sue deliberazioni e la pubblicità - anche quando sarebbe stata opportuna la segretezza - dei suoi dibattiti, provocarono il rapido declino della commissione, da cui Robespierre e la maggioranza dei componenti si dimisero dopo pochi giorni. Il 30 marzo era ridotta a dodici membri.

## Il primo Comitato
Due di essi, Barère e il girondino Maximin Isnard, proposero la creazione di un nuovo comitato di nove membri, che avrebbe avuto il potere esecutivo, supervisionando dodici commissioni esecutive. Il 6 aprile 1793, Barère presentò alla Convenzione e fece votare un decreto di otto articoli:
1. Sarà nominato per appello nominale un Comitato di salute pubblica composto da nove membri della Convenzione nazionale.
2. Il Comitato delibera in segreto; sarà incaricato di sorvegliare e accelerare l'azione dell'amministrazione affidata alle commissioni delle quale potrà anche sospendere i decreti, se li riterrà contrari all'interesse nazionale, con l'obbligo d'informarne la Convenzione.
3. È autorizzato a prendere, nelle circostanze urgenti, misure di difesa generale esterne e interne, e i decreti, firmati dalla maggioranza dei suoi membri deliberanti, che non potranno essere meno dei due terzi, saranno eseguiti senza indugio dalle commissioni. Non potrà in nessun caso spiccare mandati di comparizione e di arresto senza renderne conto senza indugio alla Convenzione.
4. La Tesoreria nazionale metterà a disposizione del Comitato di salute pubblica fino a centomila lire per le spese segrete, deliberate dal Comitato e pagate sull'ordine, che saranno firmate come i decreti.
5. Farà ogni settimana un rapporto generale e per iscritto delle sue operazioni e della situazione della Repubblica.
6. Sarà tenuto un registro delle sue delibere.
7. Questo Comitato è stabilito solo per un mese.
8. La Tesoreria nazionale rimarrà indipendente dal Comitato esecutivo e sottomessa alla sorveglianza immediata della Convenzione, secondo il modo fissato dai decreti.

Approvato il decreto, la Convenzione procedette all'elezione dei membri e Barère raccolse il maggior numero di consensi. Ne fecero parte:
- Bertrand Barère de Vieuzac, deputato delle Hautes-Pyrénées
- Jean-François Delmas, deputato della Haute-Garonne
- Jean-Jacques Bréard, deputato della Charente-Inférieure
- Pierre-Joseph Cambon, deputato dell'Hérault
- Georges Danton, deputato di Parigi
- Jean-Antoine Debry, deputato dell'Aisne
- Louis-Bernard Guyton-Morveau, deputato della Côte d'Or
- Jean Baptiste Treilhard, deputato della Seine-et-Oise
- Jean-François Delacroix, deputato dell'Eure-et-Loir

Robert Lindet, deputato dell'Eure, sostituì ben presto Debry. Il Comitato si compose di tre uffici: l'ufficio affari interni, sussistenze e finanze, gestito da Cambon, Guyton-Morveau e Lindet; l'ufficio affari esteri, gestito da Danton e Barère, e l'ufficio guerra e Marina, affidato a Delacroix, Delmas, Bréard e Treilhard.

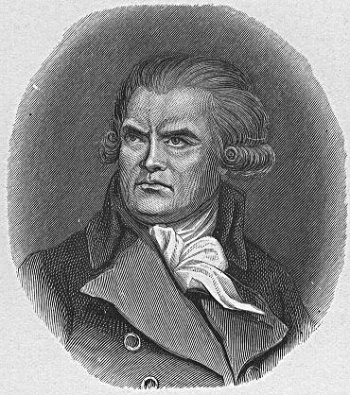
Danton.

Insediato alla Tuileries, nel padiglione già detto di Flora e ora dell'Eguaglianza, il Comitato dovette affrontare una situazione di estremo pericolo per la Rivoluzione, con la Vandea in rivolta, la minaccia dell'invasione della Francia, il sospetto di tradimento dei generali, l'agitazione popolare causata dal carovita e la lotta interna tra la Montagna e la Gironda.
Il Comitato fu dominato da Danton, la cui politica era improntata alla ricerca della pace a tutti i costi con gli invasori e della conciliazione all'interno. Il ministro della Guerra, il giacobino Bouchotte, in urto col generale Custine che era invece sostenuto dal Comitato, si dimise il 26 maggio. Le trattative segrete tentate tramite missioni in Inghilterra e presso gli Stati maggiori prussiani e austriaci fallirono, mentre le armate francesi si ritiravano da tutti i fronti e l'insurrezione vandeana, scarsamente combattuta, faceva progressi.
Il 9 aprile la Convenzione aveva inviato tre commissari presso ciascuno degli undici corpi d'armata con il compito di sorvegliare i comandanti, mantenere alto lo spirito della truppa e sovrintendere alle forniture. Il 30 aprile il Comitato ridesignò i commissari precisandone i compiti e autorizzandoli a nominare propri delegati. Il 3 maggio, Comitato e Consiglio esecutivo disposero la presenza in ciascuno degli 87 dipartimenti di due agenti incaricati di riferire sulla situazione economica e sullo spirito delle popolazioni. Eguale incarico ebbero 24 agenti operanti a Parigi.
Ai primi di giugno, la caduta dei Girondini comportò la sostituzione di Bréard con Berlier, di Treilhard con Gasparin e di Robert Lindet con Jeanbon Saint-André, mentre Couthon, Hérault de Séchelles, Matthieu, Ramel-Nogaret e Saint-Just, incaricati dalla Convenzione della revisione della Costituzione, parteciparono attivamente alle sedute del Comitato, che fu riorganizzato in sei sezioni, corrispondenti ai ministeri di Guerra, Marina, Contribuzioni, Interni, Esteri e Giustizia. Ciascuna sezione lavorava separatamente dalle altre, salvo riunirsi congiuntamente per le deliberazioni comuni alle quali partecipava anche il Consiglio esecutivo.
Anche Duroy, Francastel, Thomas Lindet e Mallarmé erano stati aggiunti al Comitato, per quanto non partecipassero mai alle sue sedute. Il Comitato di salute pubblica veniva così a essere formato da 18 membri, senza che la sua azione, di fronte alla situazione militare sempre precaria e alle insurrezioni federaliste provocate dai girondini, avesse portato effettivi benefici.

## Il Grande Comitato
Dal 10 luglio al 6 settembre 1793 la Convenzione procedette alla sua riorganizzazione. Fu formato da:
- Maximilien de Robespierre, deputato di Parigi
- Bertrand Barère de Vieuzac, deputato delle Hautes-Pyrénées
- Robert Lindet, deputato dell'Eure
- André Jeanbon Saint André, deputato del Lot
- Georges Couthon, deputato del Puy-de-Dôme
- Marie-Jean Hérault de Séchelles, deputato della Seine-et-Oise
- Pierre-Louis Prieur, detto Prieur de la Marne, deputato della Marna
- Louis Antoine de Saint-Just, deputato dell'Aisne
- Lazare Nicolas Marguerite Carnot, deputato del Pas-de-Calais
- Claude-Antoine Prieur-Duvernois, detto Prieur de la Côte-d'Or, deputato della Côte-d'Or
- Jacques Nicolas Billaud-Varenne, deputato di Parigi
- Jean-Marie Collot d'Herbois, deputato di Parigi

Robespierre.

È da rilevare che Robespierre entrò a farne parte il 27 luglio subentrando al dimissionario Gasparin, mentre Danton e Granet, pur scelti dalla Convenzione, rifiutarono di farne parte, e l'altro dantonista Thuriot, già eletto, si dimise il 20 settembre senza essere sostituito. Pertanto il Comitato, che doveva essere formato da 15 membri, si limitò a dodici e poi a undici componenti poiché Hérault de Séchelles, arrestato il 18 marzo 1794 con l'accusa d'intelligenza con i contro-rivoluzionari e ghigliottinato il 5 aprile con i dantonisti, non fu rimpiazzato.
Questi rappresentanti del popolo furono scelti dalla Convenzione per il loro rigore e l'onestà personale, il patriottismo, la fede nella Rivoluzione e la totale devozione al popolo francese, sofferente per la guerra dell'Europa monarchica contro la Francia. Non per questo le loro convinzioni in campo sociale coincidevano. Billaud-Varenne e Collot d'Herbois, appartenenti alla fazione creatrice del Terrore, gli hebertisti, rappresentavano la parte estremista, Robespierre, Saint-Just, Couthon, Prieur de la Marne e Saint-André la parte moderata, Barère ed Hérault de Séchelles il centro, come Carnot, Lindet e Prieur de la Côte-d'Or.
Nella seduta del 31 luglio 1793, per festeggiare l'anniversario della presa delle Tuileries, il 10 agosto 1792, Barère propose la distruzione delle tombe reali della Basilica di Saint-Denis.

## Commissioni esecutive
Dal Comitato dipendevano dodici commissioni minori, con il compito di dirigere ognuna il loro ambito.
Queste erano: 
- La Commissione per l'amministrazione civile, la polizia e i tribunali
- La Commissione per la Pubblica Istruzione
- Il Comitato per l'agricoltura, le arti e l'artigianato
- La Commissione per il Commercio e l'Approvvigionamento
- La Commissione Lavori Pubblici
- La Commissione di Soccorso Pubblico
- La Commissione per i Trasporti Militari, Poste e Corrieri
- La Commissione Finanze
- La Commissione per l'Organizzazione e il Movimento degli Eserciti di Terra
- La Commissione Navale e Coloniale
- La Commissione per le armi, la polvere da sparo e le miniere
- La Commissione per le Relazioni Estere

Esse furono abolite insieme al comitato.

## La caduta del Grande Comitato
I dissensi all'interno del Comitato condussero alla eliminazione fisica di Robespierre e dei suoi amici Saint Just e Couthon: la maggioranza, cospirando con alcuni deputati che si erano macchiati di crimini gravissimi, abusando del Terrore, e che stavano per essere denunciati dallo stesso Robespierre, capeggiata da Jacques-Nicolas Billaud-Varenne, Jean-Marie Collot d'Herbois e Lazare Carnot, si mise contro Robespierre, accusato di tirannia, e i suoi amici. Dopo una forte resistenza, nonostante l'appoggio del popolo di Parigi, Robespierre, Couthon e Saint Just furono dichiarati fuori legge dalla Convenzione termidoriana e condannati a morte il 10 termidoro dell'anno II (28 luglio 1794); i poteri del Comitato furono ridotti alla conduzione della politica estera e della guerra, fino alla sua definitiva soppressione nel 1795.